# Фридрих Лудвиг Ян
Фридрих Лудвиг Ян (на немски: Friedrich Ludwig Jahn) е германски общественик, спортен и просветен деец, наричан „баща на германската гимнастика“.
Роден е на 11 август 1778 година в Ланц. Между 1896 и 1802 година учи богословие и филология в Университета на Хале, Гьотингенския и Грайфсвалдския университет, през 1806 – 1809 година е доброволец в армията на Прусия в Наполеоновите войни. След това е учител в Берлин, където през 1811 година поставя началото на станалото масово гимнастическо движение „Турнферайн“. Националлибералните цели на „Турнферайн“ предизвикват недоволството на властите и след 1819 година Ян е неколкократно арестуван и интерниран. По време на Мартенската революция през 1848 година е избран за депутат във Франкфуртския парламент.
Фридрих Лудвиг Ян умира на 15 октомври 1852 година във Фрайбург.